# جیسون لاوندز
جیسون لاوندز (انگلیسی: Jason Lowndes; ۱۴ دسامبر ۱۹۹۴ – ۲۲ دسامبر ۲۰۱۷) دوچرخه‌سوار اهل استرالیا بود.
از باشگاه‌هایی که در آن بازی کرده‌بود می‌توان به تیم دوچرخه‌سواری دراپاک و تیم دوچرخه‌سواری آکادمی اسرائیل اشاره کرد. او در پاییز ۲۰۱۷، وقتی مشغول تمرین دوچرخه‌سواری حوالی شهر بندیگو در ایالت ویکتوریا بود، از پشت توسط یک خودرو زیر گرفته‌شد و از شدت جراحات جان باخت.